# A Shot at Love with Tila Tequila
A Shot At Love (em português algo como Uma Chance para o Amor) é um reality-show norte-americano similar ao The Bachelor
Foi também exibido na MTV brasileira, e seu sucesso ensejou uma espécie de continuação que foi ao ar com o tíulo de That's Amoré!.
Ele estreou em 9 de outubro de 2007 na MTV, apresentado por Tila Tequila.

## O Programa
Em A Shot at Love, Tila Tequila, uma modelo e cantora de origem vietnamita e de orientação bissexual, tinha que escolher entre 32 pretendentes, sendo 16 homens heterossexuais e 16 mulheres homossexuais. Os 32 selecionados foram submetidos a diversas provas que garantiam aos vencedores o direito de passar um tempo a sós com Tila e, a cada episódio, um certo número de participantes era eliminado. Inicialmente, quatro eram eliminados por episódio (dois homens e duas mulheres), depois o número passou para dois (um de cada sexo) e, finalmente, um (sem definição de sexo).
Por toda a duração do programa, os 32 participantes habitaram na casa de Tila Tequila, local onde se desenvolveram a maioria das provas.
Os participantes foram: Alex Larson, Amanda Ireton, Ashley McNeely, Benny Boshnack, Bobby Banhart, Brandi Ryan, Brenda Teti, Chaos Krieger, Dani Campbell, Domenico Nesci, Eddie Kaulukukui, Ellie Heagney, Eric Bayliss, Grace Soriano, Greg Gildea, Keasha Mendez, Krystal White, Lala Thomas, Lance Brown, Marcus Foy, Vanessa Romanelli, Steven Richardson, Steffanie Walker, Rob Armandi, Ryan Creighton, Sara Shaban, Scout Durwood, Rebecca Hollis, Michael Buonnano, Ashli Haynes, Michael R., Rami Najjar.

## Críticas
Apesar da boa aceitação entre os jovens, A Shot at Love foi alvo de diversas críticas que o consideravam imoral e apologético ao bissexualismo, já que a protagonista era assumida e declaradamente bissexual e que buscava um parceiro ou parceira. As cenas "quentes" do programa também eram inúmeras e geraram críticas de incitação à promiscuidade.
Críticas desse tipo a reality shows de cunho sexual não são incomuns e também incidiram fortemente sobre "Temptation Island", que, no Brasil, teve o título de "A Ilha da Sedução" e foi exibido pelo SBT em 2001.
Também o quadro "Teste de Fidelidade", exibido na RedeTV! pelo apresentador João Kléber, no programa "Eu vi na TV" acabou gerando tantas críticas que terminou por ser proibido. O motivo das críticas era o mesmo: incitação à promiscuidade e cenas de insinuação sexual muito pesadas para a televisão aberta.

## Continuação
Um dos participantes homens do Reality Show, apesar de não ter vencido, cativou a audiência por conta de sua irreverência e de seus trejeitos latinos. Dada essa aceitação do público, Doménico Nesci ganhou um reality show para si, que funciona como uma sequência de A Shot at Love: That's Amoré, numa referência à origem italiana do protagonista.
Também há o A Shot At Love with Tila Tequila II  onde Tila tem que escolher uma pessoa entre 15 homens e 15 mulheres, o programa foi exibido na MTV às 23:00h. Seu último episódio foi exibido dia 25 de setembro de 2008.
Participantes: Bo Kunkle, Chad Tulik, Chris Mythil, Christian Garcia, Domenic e Greg Perrin (Irmãos gêmeos),  George Martinez, Jay Erlinch, Jeremy Miller, Kyle Smigielski, Mason Sharrow, Matt Liebman, Nick Ballard, Ryan Kropski, Scotty Dickert, Brittany Rae Leach, Fame Guzman, Janny Tran, Kristy Morgan(vencedora)*, Lauryn, Lili Fuentes, Lisa Rizzo, Michelle Hart, Rada Sims, Samantha Michlig, Serenity Eve Sells, Sirbrina Guerrero, Tarra Marie Lange, Tashi e V. Amoretti.
Kristy Morgan, fora a escolhida por Tila, porém Kristy recusou-se a receber a chave (objeto que significava a permanencia do participante) pois pensava não ser a pessoa ideal para Tila.
Ou seja, a segunda edição de A Shot at Love, terminou sem vencedor.